# Chamberlain Engineering
Le Chamberlain Engineering était un constructeur de moteurs automobiles devenu ensuite une écurie de course automobile fondée par le pilote de course Hugh Chamberlain en 1972. L'écurie a participé à différents championnats britanniques de voitures de sport avant de devenir un concurrent dans le Championnat du monde des voitures de sport, remportant finalement les titres mondiaux en 1989 et 1992. Le Chamberlain Engineering a ensuite développé des voitures de sport pour Jaguar et Lotus dans les années 1990 avant de devenir un client du programme Chrysler Viper GTS-R dans le Championnat FIA GT. L'écurie a ensuite dirigé le retour de MG au Mans en 2001. Le Chamberlain Engineering a ensuite fusionné avec Gareth Evans pour former Chamberlain Synergy Motorsport.